# Carwood Lipton
Clifford Carwood Lipton (30 gener 1920-16 desembre 2001) va ser un oficial de l'exèrcit dels Estats Units, membre de la Companyia  Easy, 2n Batalló, 506è Regiment d'Infanteria Paracaigudista, 101a Divisió Aerotransportada durant la Segona Guerra Mundial.
Als camps de batalla d'Europa, va ser ascendit a sergent primer de Companyia i va rebre una comissió de camp de batalla al tinent de segona. Va dir que «ha estat el major honor que li ha atorgat mai». Finalment va obtenir una promoció de tinent de primera abans de deixar l'exèrcit.
Apareix al llibre del 2010 A A Company of Heroes: Personal Memories about the Real Band of Brothers and the Legacy They Left Us, i interpretat per Donnie Wahlberg a la minisèrie de la HBO Band of Brothers .

## Biografia
Carwood Lipton va néixer i es va criar a Huntington, Virginia Occidental. Amb només 10 anys, el seu pare va morir i la seva mare va quedar paralitzada en un accident automobilístic. Com que Carwood era el nen gran, ella li va dir que havia de ser "l'home de la família". Després de complir un any a la Marshall University de Huntington, va deixar l'escola a causa dels problemes financers a casa i va treballar a la producció relacionada amb la guerra.
Després de llegir un article a la revista Life sobre la dificultat de l'entrenament de paracaigudistes i de com les forces paracaigudistes era una de les branques més altament capacitades de l'Exèrcit, Lipton es va allistar i es va unir als paracaigudistes el 15 d'agost de 1942, a Fort Thomas, Kentucky.

### Carrera militar
Lipton va escalar entre els rangs de la companyia i finalment es va convertir en sergent primer de la companyia, després que el primer sergent de la Companyia, James Diel, va rebre una comissió del camp de batalla i va ser transferit al 506è Regiment d'infanteria de paracaigudes. Lipton sempre va mantenir els esperits dels homes i els va empènyer a tot el seu potencial, un acte reconegut pels oficials de l'Easy Company.

#### Normandia
Va ser el cap de salt d'un dels C-47 Skytrains durant el desembarcament aeri nord-americà a Normandia a la matinada del matí del 6 de juny de 1944. Ja a la península de Cotentin, va poder reunir-se amb el tinent Richard Winters i diversos altres de la 101a i la 82a Divisió Aerotransportada. Més tard es van reunir amb diversos membres de la Companyia Easy i es van dirigir al sud del seu objectiu de Carentan. Durant la batalla de Normandia, Lipton va ser ferit lleument per metralla alemanya de 88 mm.
Més tard aquell dia, Easy Company va rebre la tasca de silenciar una bateria d'artilleria a Brécourt Manor, a 1 km al nord de Sainte-Marie-du-Mont i a 5,6 km al sud-oest d'Utah Beach, on quatre obusos de 105mm disparaven cap a una sortida de la platja i evitaven que la 4a divisió d'infanteria nord – americana es mogués cap a l'interior. En el posterior assalt a Brécourt Manor, Lipton, junt amb el sergent Mike Ranney, va escalar un arbre a alguna distància i, utilitzant una carabina M1, va disparar a un soldat alemany defensant la bateria. Les seves accions durant l'assalt li van valer la primera Estrella de bronze.
Temps després va afirmar que posteriorment no prendria els riscos que havia pres aquell dia.
Menys d'una setmana després, Lipton va participar en la batalla de Carentan, una ciutat costanera que va ser capturada pels aliats de la platja de Utah per connectar-se amb les forces aliades cap a l'est. Durant la batalla, va ser ferit a la cara i a l'engonal per la metralla d'un impacte proper d'un canó alemany de 88 mm. Les seves ferides van ser lleus i li van merèixer el primer cor púrpura.

#### Market Garden
El lent desplegament dels rangs de la companyia Easy es va convertir en un problema durant la posada a punt de l'operació Market Garden. Com a resultat, els soldats de substitució estaven ocupant les vacants. Molts veterans de la Companyia Easy que es van unir a les files de la companyia tenien records positius de Lipton, ja que es van adonar fàcilment com Lipton els acceptava immediatament com a companys soldats.
Lipton es trobava amb l'Easy Company quan van alliberar Eindhoven, una ciutat del sud dels Països Baixos, a prop de la frontera belga del país. Va formar part d'un equip avançat que va cercar a la resta de la companyia. A l'octubre de 1944, va participar en el rescat d'un gran destacament de restes disperses de la 1ª Brigada paracaigudista britànica que havia aconseguit amb èxit eludir la captura després de la batalla d'Arnhem.

#### Ardenes
Després de l'assalt de l'Easy Company a la ciutat de Foy, es va comunicar a Lipton que seria premiat amb una comissió de camp de batalla com a segon tinent, rebent la seva comissió oficial a Haguenau. Lipton va ser testimoni dels horrors de l'Holocaust al camp de concentració de Kaufering.
Lipton va ajudar a Easy Company en la captura de la residència hivernal de Hitler, el Niu de l'Àliga a Berchtesgaden. Mentre estava allà, Lipton va conèixer a Ferdinand Porsche (responsable parcialment dels dipòsits dels Panther i Tiger), que parlava molt bé l'anglès. Menjaven els àpats junts mentre Porsche es trobava en un campament de presoners de guerra. Lipton va romandre amb Easy Company fins al final de la guerra, fins que es va dissoldre la unitat després de la rendició oficial de les forces japoneses.Va romandre a la Reserva de l' Exèrcit durant la Guerra de Corea, però mai no va ser desplegat a l'estranger.

### Darrers anys
Al retorn de Lipton als Estats Units, es va matricular a la Universitat Marshall i va completar els seus tres anys finals amb una llicenciatura en enginyeria. Fresc amb la seva titulació, Lipton va obtenir un treball amb el fabricant de productes de vidre i envasos de plàstic Owens Illinois Inc. (OI). Va avançar ràpidament a la companyia i cap al 1952 es va convertir en el principal operador.
El 1966, Lipton es traslladà a Bridgeton, Nova Jersey, on esdevingué gestor administratiu. El 1967, OI va adquirir un interès del 50 per cent a Giralt Laporta, una empresa de contenidors de vidre a Madrid, i Lipton es va convertir en director general de l'empresa. El 1971, ell i la seva dona es van mudar a Londres, on va ser director de fabricació de vuit empreses de vidre diferents a Anglaterra i Escòcia durant diversos anys. El 1982, es va traslladar a Toledo, Ohio, i es va retirar un any després del seu lloc com a director de Desenvolupament Internacional. Lipton va passar els seus anys de jubilació a la 
ciutat de South Pines, Carolina del Nord.
Lipton va aparèixer en dos programes de televisió, aportant comentaris a la mini sèrie de la HBO Band of Brothers i un documental que acompanya, We Stand Alone Together: The Men of Easy Company.
Carwood Lipton va morir el 16 de desembre de 2001, de fibrosi pulmonar a South Pines, Carolina del Nord. És sobreviscut per la seva dona Marie i els seus tres fills, cinc nets i vuit besnets.

## Distincions
Lipton va ser receptor de les següents condecoracions i medalles de servei:
|                                                        |                                                                                    |                              |
|                                                        |                                                                                    |                              |
| Bronze oak leaf cluster · Plantilla:Ribbon devices/alt | Bronze oak leaf cluster · Bronze oak leaf cluster · Plantilla:Ribbon devices/alt   | Plantilla:Ribbon devices/alt |
| Plantilla:Ribbon devices/alt                           | Arrowhead · Bronze star · Bronze star · Bronze star · Plantilla:Ribbon devices/alt | Plantilla:Ribbon devices/alt |
| Bronze oak leaf cluster · Plantilla:Ribbon devices/alt |                                                                                    |                              |

| Insígnia  | Insígnia d'Infanteria de Combat                            | Insígnia d'Infanteria de Combat                                            | Insígnia d'Infanteria de Combat                            |
| 1a filera | Insígnia de Paracaigudista                                 | Insígnia de Paracaigudista                                                 | Insígnia de Paracaigudista                                 |
| 2a filera | Estrella de Bronze amb 1 Manat de Fulles de Roure          | Cor Porpra amb 2 Manats de Fulles de Roure                                 | Medalla de bona conducta de l'Exèrcit                      |
| 3a filera | Medalla de la Campanya Americana                           | Medalla de la Campanya Europea amb punta de fletxa i 3 estrelles de servei | Medalla de la Victòria a la II Guerra Mundial              |
| 4a filera | Citació Presidencial d'Unitat amb Manat de Fulles de Roure | Citació Presidencial d'Unitat amb Manat de Fulles de Roure                 | Citació Presidencial d'Unitat amb Manat de Fulles de Roure |